# Васильев, Михаил Калинович
Михаил Калинович Васильев (1863 — 10 мая 1912) — инженер-исследователь, этнограф.
Родился в городе Лебедин (ныне Сумская область Украины). После окончания Петербургского технологического института по специальности инженера сахарной промышленности вернулся на Украину. Автор нескольких научных разработок в области сахароварения и естествознания. Интересовался этнографией. Одним из первых на Украине начал изучать быт и народное творчество рабочих слоёв. Немало внимания уделял исследованию украинского народного театра, фольклорно-литературных связей, украинской рекрутской песни и тому подобного. Известен как собиратель украинского рабочего фольклора, народных преданий о Т. Шевченко. Автор работ: «К вопросу о новых мотивах в малорусской народной поэзии» (1879), «Две сахарозаводческие песни» (1886), «Рекрутчина в малорусской песне» (1889) и других.